# Dystrykt Salima
Salima – jeden z 28 dystryktów Malawi, położony w Regionie Centralnym. Stolicą dystryktu jest miasto Salima.

## Sąsiednie dystrykty
- Dedza – południe
- Lilongwe – południowy zachód
- Dowa – zachód
- Nkhotakota – północ
- Ntchisi – północny zachód